# Out of Tears
«Out of Tears» —en español: «Sin lágrimas»— es una canción de la banda inglesa de rock The Rolling Stones, incluida en su álbum de 1994 Voodoo Lounge. Fue el tercer sencillo del disco.

## Descripción e historia
La canción fue grabada en 1993 en la casa de Ron Wood, en los estudios Windmill Lane Recording de Dublín y A&M Recording en Los Ángeles.
La canción cuenta con Mick Jagger en voces y en guitarra acústica, Wood y Keith Richards en guitarras eléctricas (Wood interpreta el solo de guitarra), Charlie Watts en la batería, Darryl Jones en el bajo, Chuck Leavell en el piano, Benmont Tench en el órgano y percusión de la mano de Lenny Castro. 
La canción esta acredita a Jagger y Richards, pero es en gran parte trabajo de Jagger. Es una balada que habla de una relación que finalizó.
Según Jagger: "Solía decir: 'Ahora estamos escribiendo canciones, me voy a sentar en mi escritorio'. «Out of Tears» fue un poco como eso, donde estoy sentado en el piano en el estudio de Ron 'Da da ding, da da ding'. Entonces vas a escucharlo, y tiene un estado de ánimo muy bueno porque eres tú solo, no hay nadie más y estás creando el estado de ánimo, hay un humor muy triste en esa canción. Los stones son una banda que prima la guitarra, pero creo que con una balada a veces es bueno alejarse de eso. Y cuando una canción está escrita en un teclado, se obtiene un tipo diferente de estructura melódica."

## Personal
Acreditados:
- Mick Jagger: voz, guitarra acústica
- Keith Richards: guitarra acústica
- Ron Wood: guitarra slide
- Charlie Watts: batería
- Darryl Jones: bajo
- Chuck Leavell: piano
- Benmont Tench: órgano
- Lenny Castro: percusión
- David Cambell: arreglo de cuerdas

## Posicionamiento en las listas
| Listas(1994–1995)                   | Mejor posición |
| ----------------------------------- | -------------- |
| Australia (ARIA)                    | 43             |
| Canadá (RPM Top Singles)            | 3              |
| Estados Unidos (Billboard Hot 100)  | 60             |
| Estados Unidos (Adult Contemporary) | 31             |
| Estados Unidos (Mainstream Rock)    | 14             |
| Francia (SNEP)                      | 38             |
| Nueva Zelanda (Recorded Music NZ)   | 36             |
| Países Bajos (Mega Single Top 100)  | 37             |
| Reino Unido (UK Singles Chart)      | 36             |

## Listado temas
1. «Out of Tears» (Don Was Edit) – 4:21
2. «I'm Gonna Drive» (LP versión) – 3:41
3. «Sparks Will Fly» (radio clean) – 3:14
4. «Out of Tears» (Bob Clearmountain Remix Edit) – 4:21
5. «So Young» – 3:23